# Jiří Lanský
Jiří Lanský (Checoslovaquia, 17 de septiembre de 1933-14 de febrero de 2017) fue un atleta checoslovaco especializado en la prueba de salto de altura, en la que consiguió ser subcampeón europeo en las ediciones de 1954 y de 1958.

## Carrera deportiva
En el Campeonato Europeo de Atletismo de 1954 ganó la medalla de plata en la prueba de salto de altura, con una marca de 1,98 m, por detrás del sueco Bengt Nilsson (oro con 2,02 m) y del checoslovaco Jaroslav Kovář (bronce con 1,96).
En el Campeonato Europeo de Atletismo de 1958 ganó la medalla de plata en  la prueba de salto de altura, saltando por encima de 2.10 metros, tras el sueco Rickard Dahl (oro con 2.12 metros que fue récord de los campeonatos) y por delante de otro saltador sueco Stig Pettersson (bronce también con 2.10 metros pero en más intentos).